# 2004 en Allemagne
Chronologie de l’Allemagne
- 2000
- 2001
- 2002
- 2003
- 2004
- 2005
- 2006
- 2007
- 2008

Cet article traite des événements qui se sont produits durant l'année 2004 en Allemagne.

## Gouvernements
- Président : Johannes Rau (jusqu'au 30 juin), puis Horst Köhler (à partir du 1er juillet)
- Chancelier : Gerhard Schröder

## Événements

### Février
- 5–15 février : la Berlinale 2004, c'est-à-dire le 54e festival international du film de Berlin, se tient

### Juin
- 9 juin : un attentat à la bombe à Cologne (en) est commis faisant 22 blessés dont quatre sérieusement

### Août
- 2 août : des protestations contre les réformes Hartz IV (en) commencent avec la participation d'environ 10 000 personnes. En deux semaines, plus de 100 000 personnes ont marché dans plus de 100 villes allemandes, particulièrement en Allemagne de l'Est (l'ancienne RDA).

## Élections
- 29 février : Élections législatives régionales en Hambourg (en)
- 23 mai : Élection présidentielle
- 13 juin : Élections européennes
- 13 juin : Élections législatives régionales en Thuringe
- 5 septembre : Élections législatives régionales en Sarre
- 19 septembre : Élections législatives régionales en Brandebourg (en)
- 19 septembre : Élections législatives régionales en Saxe